# Charlie Macartney
Charles George "Charlie" Macartney (Maitland,  27 de junho de 1886 – Little Bay, 9 de setembro de 1958) foi um jogador de críquete australiano que tocou em 35 testes entre 1907 e 1926. Ele era conhecido como "O Governador-Geral" em referência ao seu estilo de bate-papo autoritário e seu golpe esportivo extravagante, que fez comparações com seu amigo íntimo e modelo Victor Trumper, considerado um dos mais elegantes batsmen na história do cricket. Sir Donald Bradman - geralmente considerado o melhor batedor da história - citou o bate-papo dinâmico de Macartney como uma inspiração em sua carreira no cricket.